# 労働学校
労働学校（ろうどうがっこう）は、労働者の自覚や知識の向上のために、労働者の自発性によって設立された労働者のための教育機関である。

## 概説
19世紀初めのイギリスの機械工講習所等が先駆を成す。19世紀のイギリスにはエンゲルスのいう"たくさんの社会主義"に対応するさまざまな種類の労働者の学習活動が存在しており、一方で成人学校運動や大学拡張運動が繰り広げられていた。1899年オックスフォードに設立されたラスキン・カレッジは、労働運動や協同組合の援助によった新しい形態の労働者教育機関であった。
ほかにアメリカ合衆国のランド・スクールなど、20世紀初め以来労働組合により各国に設立されていった。
フランスでは、共産主義運動の一環として、ジョルジュ・コニオ（fr:Georges Cogniot）の主導で、1932年にパリ19区のマチュラン・モロー大通りに夜間の成人学校である労働大学が開かれた。1933年に同校に通った山本夏彦によると、学費は無料で、当時はアンリ・バルビュスが校長を務めていた。
スペインではスペイン社会労働党のフランシスコ・ラルゴ・カバジェーロ（es:Francisco Largo Caballero）らが労働大学を組織した。

## 日本
日本でも労働者教育は労働運動、社会主義運動の発展とともに始まった。 1911年鈴木文治が東京三田のユニテリアン教会で月1回通俗学術講習会を開催したが、翌年その聴講者を中心に組織された友愛会東京連合会が1920年11月東京労働講習所を設立。
この時期には、こうした基督教系の労働学校が設立された一方で、一般労働者に対する補習・労働教育から離れ、希望者には産業や社会の見識を更に深めるとした大学拡張思想を掲げた労働学校等も設立された。1919年（大正8年）10月、栗野谷蔵が大日本労働者教育会を設立、名士による講演会が催され、続いて1920年に日本労働夜学校、1921年には中央労働学院が東京市小石川区に開校された。
また吉野作造を理事とする労働者教育協会は、日本労働学校を芝区に開校、翌1922年には賀川豊彦著『死線を越えて』の印税で大阪労働学校が開設された。これらの学校はその背景にあった労働運動への弾圧や停滞により消滅していった。
1921年の月島労働講習所の趣意書にもあるように、労働学校は労働者自身の経験や問題意識に立って開設され、これに知識人が協力するという方式をとることが多かった。たとえば、性科学者で日本最初の無産政党からの代議士になった山本宣治は、選挙以前に1923年大阪労働学校講師、1924年京都労働学校校長を務めていた。
戦後日本では、労働組合や知識人の協力のもとで各地に労働学校がつくられ運営されている。例えば、京都労働学校は、京都市の委託を受けて社団法人京都勤労者学園（ラボール京都）が設置・運営する各種学校で、2011年度は春期、秋期の2回にわたり、中国語、日本史、書道、Microsoft Excelなどの講座を開設している。

## 年表
- 1920年（大正9年）6月 - 日本労働夜学校開校（東京市小石川区金富町25番地、栗野谷蔵（理事長）、卒業年限6ヶ月）
- 1920年（大正9年）11月 -　東京労働講習所開校
- 1921年（大正10年）6月 - 中央労働学院開校 （小石川区表町95番地、福原俊丸（理事長）、卒業年限6ヶ月）
- 1921年（大正10年）9月 - 日本労働学校開校（東京市芝区三田四国町2番地、労働者教育協会（経営）、卒業年限1年）